# 樊市人
樊 市人（はん しじん、生年不明 - 紀元前150年）は、前漢の人。舞陽侯（在位 紀元前179年 - 紀元前150年）。死後、荒侯と諡された。
父は樊噲で、高祖劉邦に従って功があり、舞陽侯に封じられた。市人は樊噲の庶子である。樊噲は正妻の呂嬃との間に樊伉を儲けており、樊噲の死後は樊伉が舞陽侯を継いだ。呂嬃は劉邦の死後に権力を握った呂雉の妹で、権勢があった。高后8年（紀元前180年）に呂雉が死ぬと、漢の重臣は一斉に起って呂氏を滅ぼした。呂嬃と樊伉も殺され、舞陽侯は一時断絶した。
新たに即位した文帝は、その治世の元年（紀元前179年）に、市人を舞陽侯にして後を継がせた。市人は病気がちで子を作る能力がなく、夫人を自分の弟と交わらせて子を儲けた。それが樊他広である。侯になってから29年後に市人は死んだ。子の樊他広が後を継いだが、6年後に樊家の舎人（身分が低い家来）が樊他広は市人の子ではないと訴え出たため、国を除かれた。